# Kościół Niepokalanego Poczęcia Najświętszej Maryi Panny w Raszowie
Kościół pw. Niepokalanego Poczęcia Najświętszej Maryi Panny w Raszowie – rzymskokatolicki kościół filialny parafii pw. Wniebowzięcia Najświętszej Maryi Panny w Pisarzowicach mieszczący się w Raszowie w diecezji legnickiej.

## Położenie
Wieś łańcuchowa w dolinie Obniżenia Kamiennej Góry oraz częściowo na zboczach Wielkiej Kopy, w Rudawach Janowickich nad Bystrkiem. Początki nie są dokładnie znane, jednak już pod koniec XIII wieku był osadą- posiadłością rycerską, posiadającą własny kościół. Od wieku XVI wieś należała do rodziny Schaffgotschów, którzy założyli tu jedną ze swoich siedzib, a przy kościele wznieśli kaplicę – nekropolię dla kamiennogórskiej linii rodu.

## Historia
Obecny kościół gotycki wzniesiony został w 2. poł. XV wieku (pierwotny wzmiankowany w 1305 r.). Jest jednym z cenniejszych zespołów budowli zabytkowych w okolicach Kamiennej Góry. Z tego okresu pochodzą m.in. kamienne portale i detale sklepień. Świątynia jest orientowana, jednonawowa, czteroprzęsłowa, sklepiona krzyżowo, z wieżą na planie zbliżonym do kwadratu, zlokalizowaną osiowo w stosunku do nawy, po stronie zachodniej. Zwieńczenie wieży stanowi oszalowana deskami makowica z charakterystycznym XIX-wiecznym iglicowym hełmem. W pierwszej połowie XVI wieku równolegle do nawy dobudowano od strony południowej dwuprzęsłową, dorównującą jej wysokości kaplicę grobową, krytą dachem o układzie poprzecznym, przez co bryła kościoła stała się asymetryczna. Dopełniają tego wydzielone mniejsze części: kruchta – od południa i zakrystia – strona północna. W elewacjach okna przesklepione odcinkowo, rozglifione, gotyckie i barokowe kraty z XV i XVIII w. Cennymi detalami architektonicznymi są dwa portale z piaskowca. Jeden z nich jest późnogotycki, ostro-
łukowy, obramowany profilem uskokowym w połowie XVII stulecia. Drugi z pierwszej połowy XVI, renesansowy, zwieńczony półkolistym gzymsem posiada ślady inskrypcji. Znaczniejsze przebudowy obiektu nastąpiły w XVIII i XIX wiekach, a także w latach dwudziestych XX wieku.

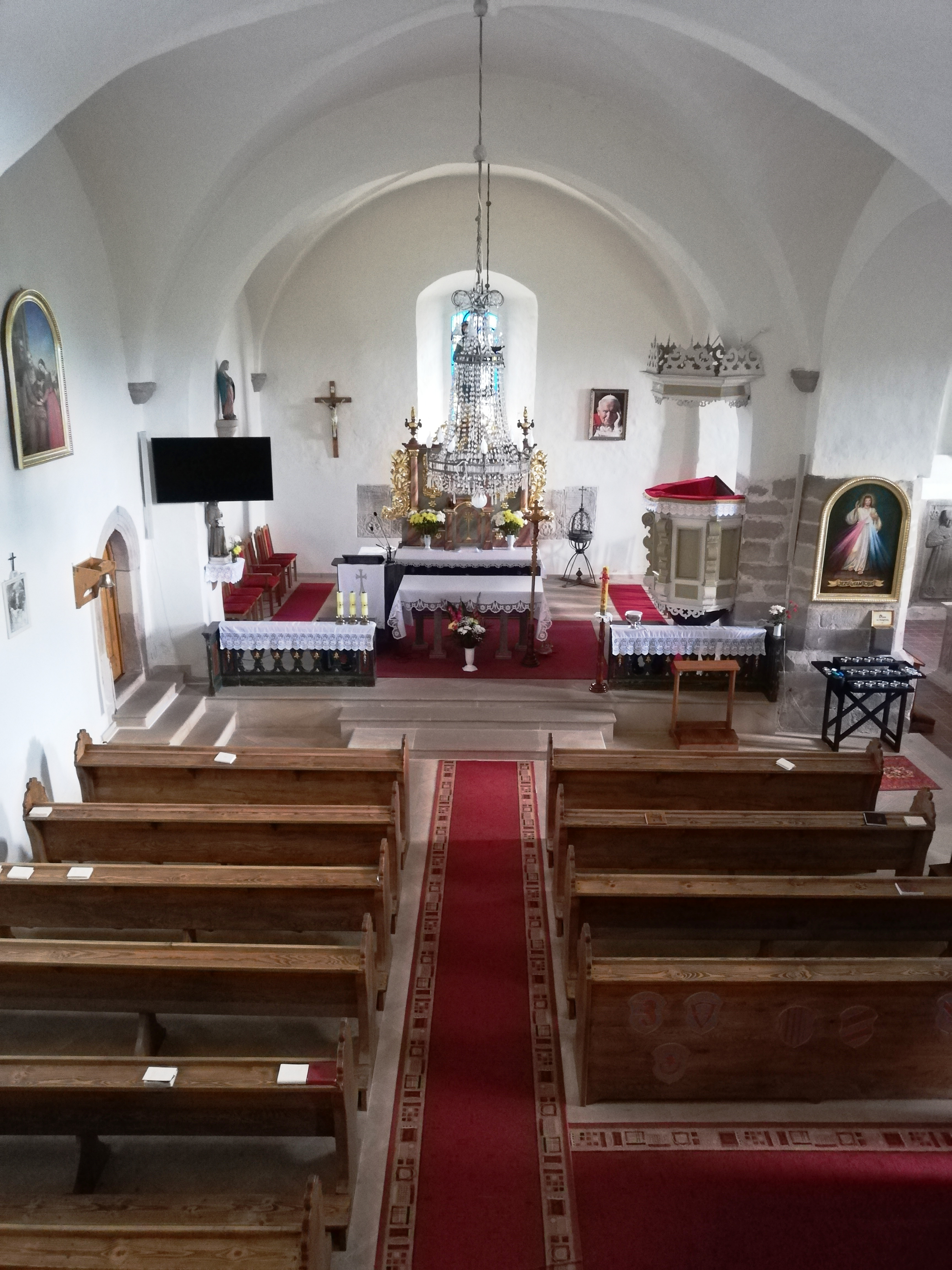
Wnętrze kościoła

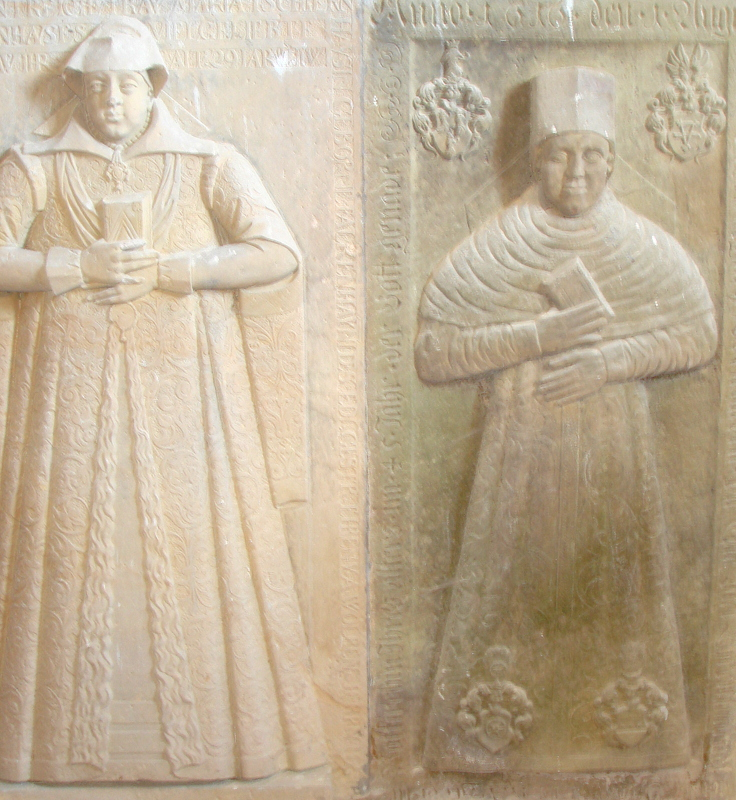
Epitafia Marii Tschirnhaus i Eleny Rothkirch

Po 1945 remontowano go m.in. w latach pięćdziesiątych oraz siedemdziesiątych. Ten ostatni polegał głównie na: wymianie pokrycia dachowego – dachy w miejsce gontu i łupka pokryto blachą stalową ocynkowaną; renowacji tynków, rozbiórce i wymianie posadzki, wykonaniu opaski betonowej na zewnątrz. Fundamenty oraz mury budynku zbudowane zostały z nieregularnego kamienia polnego, uzupełnianego w narożach, ościeżach otworów okiennych i drzwiowych, zwieńczeniach szczytów cegłą ceramiczną. Otwory okienne sklepione odcinkowo, szeroko glifione, zachowały w większości kraty barokowe; w zakrystii także jedna gotycka. W oknie prezbiterium zachował się częściowo witraż barokowy z 2 połowy XVIII wieku.
Najcenniejszym fragmentem kościoła jest Mauzoleum rodziny Schaffgotschów z Grodztwa. Znajduje się tu jeden z najliczniejszych i najwartościowszych zespołów sepulkralnych na Dolnym Śląsku. W centrum kaplicy stoją dwie kamienne, piaskowcowe tumby grobowe: Hansa I Schaffgotscha (zm. 1565) i jego żony Salomei z domu von Nimtsch (zm. 1657) oraz Hansa II Schaffgotscha młodszego zm. (1572) i żony Margarethy z domu von Hochberg (zm. 1574). Oba sarkofagi posiadają bogaty wystrój rzeźbiarski płyt i skrzyń. Wzdłuż dolnych partii ścian wokół kaplicy umieszczonych zostało 6 płyt nagrobnych z XVI – XVII w., w tym jedna hr. von Tschierna, z bogatym kartuszem herbowym, oraz 11 renesansowych płyt – epitafiów z lat 1590–1621, różnej wielkości i różnym stopniu opracowania detalu, m.in.
- Eleny von Rothkirch (zm. 1616) z herbami ojcowskimi von: Rothkirch, Reder, i matczynymi: Zedlitz, Hedereich
- Heinricha (zm. 1595), syna Heinricha von Schaffgotsch z herbami ojcowskimi von: Schaffgotsch, Seidlitz
- Heinricha (zm. 1596), syna Heinricha von Schaffgotsch z herbami ojcowskimi von: Schaffgotsch, Seidlitz
- Anny von Schaffgotsch (zm. 1611), córki Heinricha z herbami ojcowskimi von: Schaffgotsch, Nimptsch, Seidlitz, Mülheim[7][8].

Do cenniejszych detali należą też dwa portale kamienne; jeden późnogotycki, ostrołukowy, z obramieniem uskokowym (wewnątrz kościoła); drugi – renesansowy, posiada w nadprożu o formie gzymsu z piaskowca inskrypcję: „PAX SIT INTRANTI SALVS EXEVNTIBVS”. Z wyposażenia wnętrza zwracają uwagę drewniane: barokowy XVII/XVIII w. ołtarz, figura Matki Boskiej z XVIII w., manierystyczna ambona z l poł. XVII w. oraz w dużej partii – późnorenesansowa empora, o zniekształconym dziś układzie i wielkości.